# L'ombra del Padre. Il romanzo di Giuseppe
L'ombra del Padre. Il romanzo di Giuseppe è un romanzo di Jan Dobraczyński del 1977.
L'autore ricostruisce in forma romanzata la storia di san Giuseppe, sposo di Maria e padre putativo di Gesù.
L'artigiano Giuseppe, uomo completo, nel pieno vigore degli anni, vi emerge come il prototipo del credente, che si vede situato in modo imprevisto e improvviso di fronte ad una chiamata di Dio.
Nel corso delle varie prove che deve superare, Dobraczyński lo presenta spesso come combattuto fra le proprie comprensibili esigenze umane e la richiesta potente di Dio.
La fedeltà di Giuseppe, vissuta con gioiosa fatica, è pienamente ripagata anche dalla pienezza di una vita trascorsa accanto a Maria e a Gesù.
La 19ª edizione italiana è del 2007.